# Колківський гостинець
Колківський гостинець — назва ділянки Луцького Поліського гостинця, що вела з Луцька у північному напрямку, проходила через Теремно (нині село в межах Луцька), Тростянець, Ситницю до містечка Колки на Поліссі.
Уперше згадується у фундушному записі грамоти 1322 р. луцького і володимирського князя Любарта.
У XVI-XVII ст.ст. саме цим шляхом на волинське Полісся привозили галицьку сіль з «жуп руських».